# Вермиллион (Южная Дакота)
Вермиллион, Вермильон  — город и окружной центр округа Клей в Южной Дакоте. Население 10 571 (на 2010 год) — десятое место в штате. Город расположен на реке Вермиллион в 8 км к северу от её впадения в Миссури. В Вермиллионе находится Университет Южной Дакоты.

## История
Место, где впоследствии возник город, было издавна населено племенами американских индейцев. Первыми европейцами в этих местах были французские торговцы в конце XVIII века. В 1804 году на месте будущего города побывала Экспедиция Льюиса и Кларка. После этого трапперы и торговцы основали в месте впадения реки Вермиллион в Миссури торговую факторию. В 1843 году здесь изучал жизнь птиц американский натуралист Джон Одюбон.
Город был основан в 1859 году, название «Вермиллион» произошло от названия реки, на которой возник город. Первыми поселенцами были иммигранты из скандинавских стран. В 1862 году здесь был основан университет. К 1873 году в городе уже были 3 гостиницы, 3 аптеки и магазина, а также банк.
Первоначально город строился непосредственно на берегу Миссури, однако после наводнения 1881 года, затопившего три четверти его территории, был перенесен на возвышенности, дальше от реки.

## Демография
Согласно переписи населения 2010 года, в Вермиллионе проживали 10 571 человек. В расовом плане 89,6 % — белые, 1,7 % — негры, 3,6 % — индейцы, 2,1 % — азиаты, 0,5 % — другие расы, 2,6 % — отнесли себя к двум и более расам. Доля латинос составила 2,4 %.

## Экономика
Вермиллион представляет собой смешанный студенческий и сельский город. Основная продукция сельского хозяйства — кукуруза, соевые бобы и люцерна.

## Образование
В городе расположен Университет Южной Дакоты, основанный в 1862 году. Это единственное учебное заведение штата, где готовят врачей и юристов.

## Города-побратимы
Ратинген, Германия